# Nepali

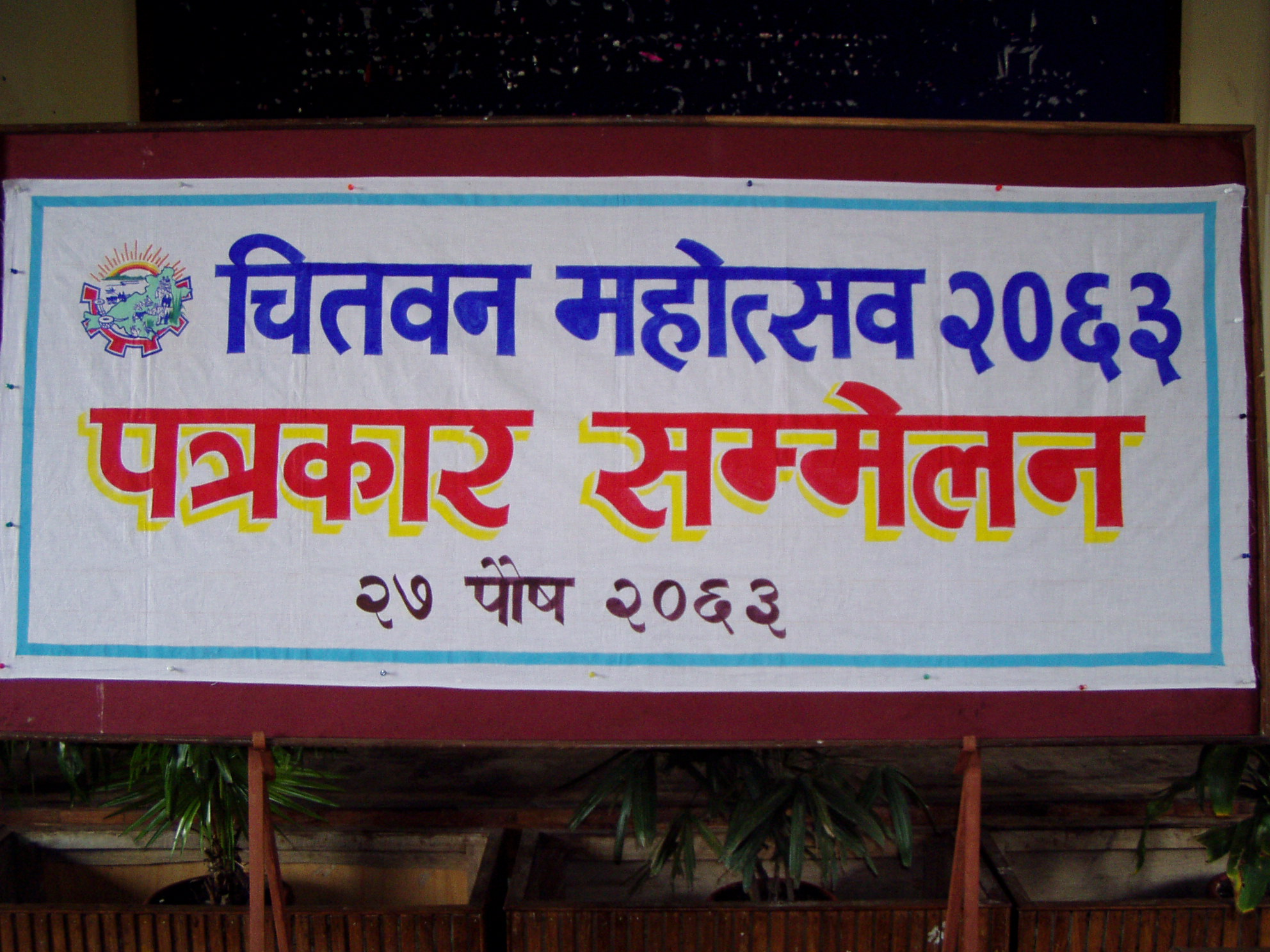
Nepalesiskt språk.

Nepali (नेपाली), tidigare även kallat khas-kura och gorkhali, är ett indoariskt språk med omkring 17 miljoner talare, främst i Nepal och Bhutan samt delar av norra Indien och Myanmar. Det är officiellt språk i Nepal, där det talas som modersmål av runt hälften av befolkningen, och av många fler som andraspråk. Språket har officiell status i Nepal som nationalspråk samt i indiska delstaterna Sikkim och delar av Västbengalen. Nepali skrivs med devanagari-skriften, som också används för hindi. Det är det största pahāṛī-språket. Nepalis främsta släktspråk är bland andra palpa, jumli och kumaoli.
Historiskt skrevs språket på Takri och Lanydza (även de indiska systemen), men idag används i stort sett uteslutande devanagari.

## Grammatik och parlör
- Namaste. नमस्ते — "Hej" eller "Hejdå."
- Shubhaprabhat शुभप्रभात - "God morgon."
- Ma timilai maya garchhu म तिमीलाई माया गर्छु - "Jag älskar dig".

Genus kan ges substantiv via suffix. Pluralböjning förekommer, men sällsynt, främst för att markera olika typer av samma substantiv.
Adjektiv ges deklinabla kategorier, som markeras med suffix. Det finns personpronomen i första och andra person. Pluralböjning av verb finns, men påverkas av person. Det finns två infinitivformer. 
| Wikipedia | Wikipedia har en upplaga på Nepali. |